# مظنون (مجموعه تلویزیونی ایتالیایی)
مظنون (ایتالیایی: Sospetti) یک مجموعه تلویزیونی ایتالیایی است که مابین سال‌های ۲۰۰۰ تا ۲۰۰۵ میلادی منتشر شد.
فصل اول این مجموعه برای نخستین‌بار از ۴ سپتامبر تا ۲۱ سپتامبر ۲۰۰۰ از شبکه رای ۲ پخش شد، در حالی‌که فصل دوم برای نخستین‌بار از ۱۲ ژانویه تا ۲ فوریه ۲۰۰۳ از شبکه رای ۱ پخش شد و فصل سوم نیز از ۱۳ فوریه تا ۱۷ مارس ۲۰۰۵ دوباره از رای ۱ به نمایش درآمد.
این مجموعه یکی از موفق‌ترین سریال‌های تلویزیونی ایتالیایی محسوب می‌شود، چرا که با استقبال گسترده مخاطبان مواجه شد (به‌ویژه فصل دوم که هر قسمت آن حدود ۹ میلیون بیننده داشت). این سریال هرگز در بازار ویدیویی خانگی عرضه نشده است.

## بازیگران
- ایزابلا فراری
- ایرنه فری
- رومینا موندلو
- وانسا گراوینا
- سیمونا کاوالاری
- اورسو ماریا گوئرینی
- لوکا لیونلو
- آنتونیا لیسکووا
- جانی گارکو
- فرانکو کاستلانو
- ویولانته پلاچیدو
- کاترینا ورتووا
- تونی برتورلی
- استفانو پشه